# Marek Prchal
Marek Prchal (* 26. června 1974 Praha) je marketingový odborník, který v minulosti pracoval pro řadu institucí, podniků a politických stran. Předtím se věnoval grafickému designu a novinařině.

## Kariéra
Marek Prchal pracoval mezi lety 2013 až 2023 pro hnutí ANO. Byl členem volebního on-line týmu ANO při volbách do Poslanecké sněmovny, Evropského parlamentu, Senátu, na Magistrát hlavního města Prahy a v krajských volbách. Marek Prchal je autorem velké většiny příspěvků Andreje Babiše na sociálních sítích. Podílel se také na Babišových knihách O čem sním, když náhodou spím a Sdílejte, než to zakážou.
Po výhře hnutí ANO ve volbách do poslanecké sněmovny v roce 2017 Marku Prchalovi veřejně a emotivně (s pusou na čelo) poděkoval Andrej Babiš na povolební tiskové konferenci.
Je také autorem kampaně ČVUT Sedm statečných z ČVUT z roku 2009 nebo kampaně Přemluv bábu z roku 2010. Podílel se na kampaních také pro TOP 09, Dopravní podnik hl. m. Prahy, ROPID, Pražskou integrovanou dopravu, Ostravu, Magistrát hlavního města Prahy, Pepsi, Snickers, Niveu, Milku aj. Píše sloupky pro Médiář.
Prchal je držitelem pěti ocenění ADC Creative Awards „Louskáček“ a „Zlatý středník“.
25. ledna 2023 byl vyloučen z Art Directors Club Czech Republic kvůli amorální a neetické prezidentské kampani Andreje Babiše, ve které se snažil strašit lidi válkou.
V únoru 2023 uvedl, že ukončil spolupráci s Andrejem Babišem. Krátce nato začal spolupracovat se stranou Sloboda a Solidarita v kampani do předčasných voleb na Slovensku. Na jaře 2024 vydal autobiografickou knihu Duše národa, ve které popisuje svoji práci v hnutí ANO i pohled na současnou českou společnost. 

## Osobní život
V 90. letech působil na elektronické hudební scéně v projektu Sikkim.
V roce 2013 si vzal Ditu Pecháčkovou. V září roku 2014 se jim narodil syn David P.
V červnu 2019 ho k jeho 45. narozeninám vyzval filmový režisér Vít Klusák, který je přítelem sestry Prchalovy manželky, k ukončení spolupráce s premiérem Andreje Babišem. Pro týdeník Respekt okomentoval Prchal událost mimo jiné slovy: „Nevím ani, co tím chtěl říct, to sdělení jsem nepochopil.“